# Elezioni federali in Canada del 1974
Le elezioni federali in Canada del 1974 si tennero l'8 luglio per il rinnovo della Camera dei comuni.

## Risultati
| Liste                                             | Voti      | %     | Seggi |
| ------------------------------------------------- | --------- | ----- | ----- |
| Partito Liberale del Canada                       | 4 102 853 | 43,15 | 141   |
| Partito Conservatore Progressista del Canada      | 3 371 319 | 35,46 | 95    |
| Nuovo Partito Democratico                         | 1 467 748 | 15,44 | 16    |
| Partito del Credito Sociale del Canada            | 481 231   | 5,06  | 11    |
| Partito Comunista del Canada (Marxista-Leninista) | 16 261    | 0,17  | –     |
| Partito Comunista del Canada                      | 12 100    | 0,13  | –     |
| Indipendenti                                      | 38 745    | 0,41  | 1     |
| Altri                                             | 17 675    | 0,19  | –     |
| Totale                                            | 9 507 932 | 100   | 264   |